# Gąsów (województwo mazowieckie)
Gąsów – wieś sołecka w Polsce położona w województwie mazowieckim, w powiecie garwolińskim, w gminie Górzno.
| SIMC    | Nazwa      | Rodzaj    |
| ------- | ---------- | --------- |
| 0671616 | Lipówka    | część wsi |
| 0671622 | Maryniszki | część wsi |

W latach 1975–1998 miejscowość administracyjnie należała do województwa siedleckiego.
Wierni Kościoła rzymskokatolickiego należą do parafii św. Jana Chrzciciela w Górznie.